# Armadillidium storkani
Armadillidium storkani är en kräftdjursart som beskrevs av Zdenek Frankenberger 194. Armadillidium storkani ingår i släktet Armadillidium och familjen klotgråsuggor. Inga underarter finns listade i Catalogue of Life.